# This Guitar (Can't Keep from Crying)
«This Guitar (Can't Keep from Crying)» es una canción de George Harrison publicada en su álbum de estudio de 1975 Extra Texture (Read All About It). En diciembre de 1975 fue lanzada como sencillo en Estados Unidos, fallando así como sencillo pues no entró en ninguna posición en las listas. El sencillo tuvo el mismo fallo al ser lanzada en febrero de 1976.

## Historia
El sencillo fue la última publicación de Apple Records cosa que se retomó en medio de los '90 para la publicación de Live at the BBC y The Beatles Anthology. El lado B fue Maya Love tomado del álbum de 1974 de Harrison Dark Horse.
Líricamente, es una secuela del hit de 1968 de Harrison While My Guitar Gently Weeps publicada en el álbum de The Beatles conocido como White Album.
Una segunda publicación de la canción sería en 2006 en el proyecto Platinum Weird publicado a través de Internet.

## Personal
- George Harrison en guitarra, bajo, voz
- Jesse Ed Davis en la guitarra
- David Foster en el piano
- Gary Wright en el piano
- Jim Keltner en la batería

- Datos: Q2077895